# Rachel Corrie

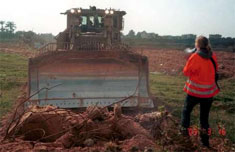
Rachel Corrie, el 16 de març del 2003, al matí.

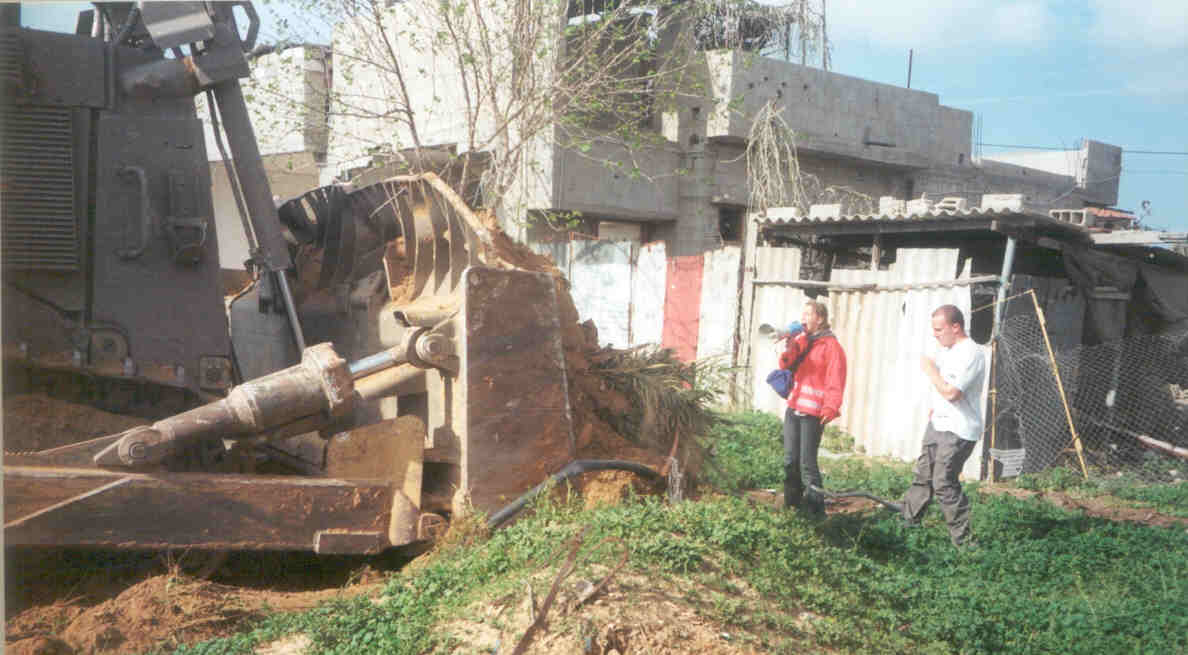
Rachel Corrie entre el bulldozer i una casa palestina, poc abans de ser atropellada.

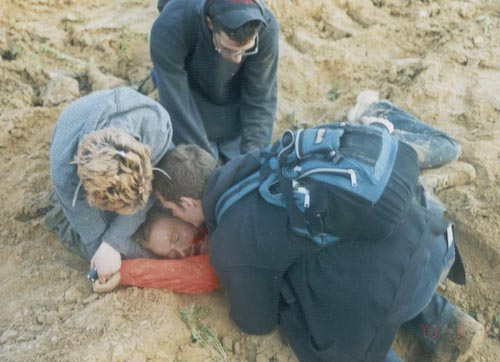
Rachel Corrie atropellada per l'excavadora.

Rachel Corrie (Olympia (Washington), 10 d'abril del 1979 – Rafah, Franja de Gaza, 16 de març del 2003) fou una membre de l'International Solidarity Movement (ISM) que es trobava com a activista propalestina a la Franja de Gaza durant la Segona Intifada. El 16 de març de 2003, durant una protesta contra la demolició de cases palestines per part de les Forces de Defensa d'Israel (IDF) a la Franja de Gaza, va mirar d'aturar una excavadora Caterpillar D9 de les IDF a Rafah i va morir esclafada.

## Vegeu també

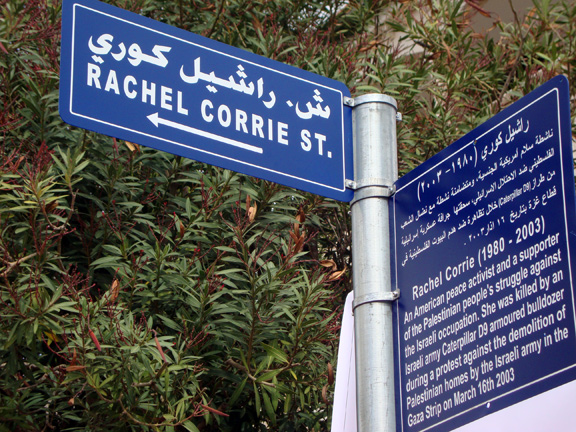
El carrer de Rachel Corrie, a la ciutat palestina de Ramal·lah.

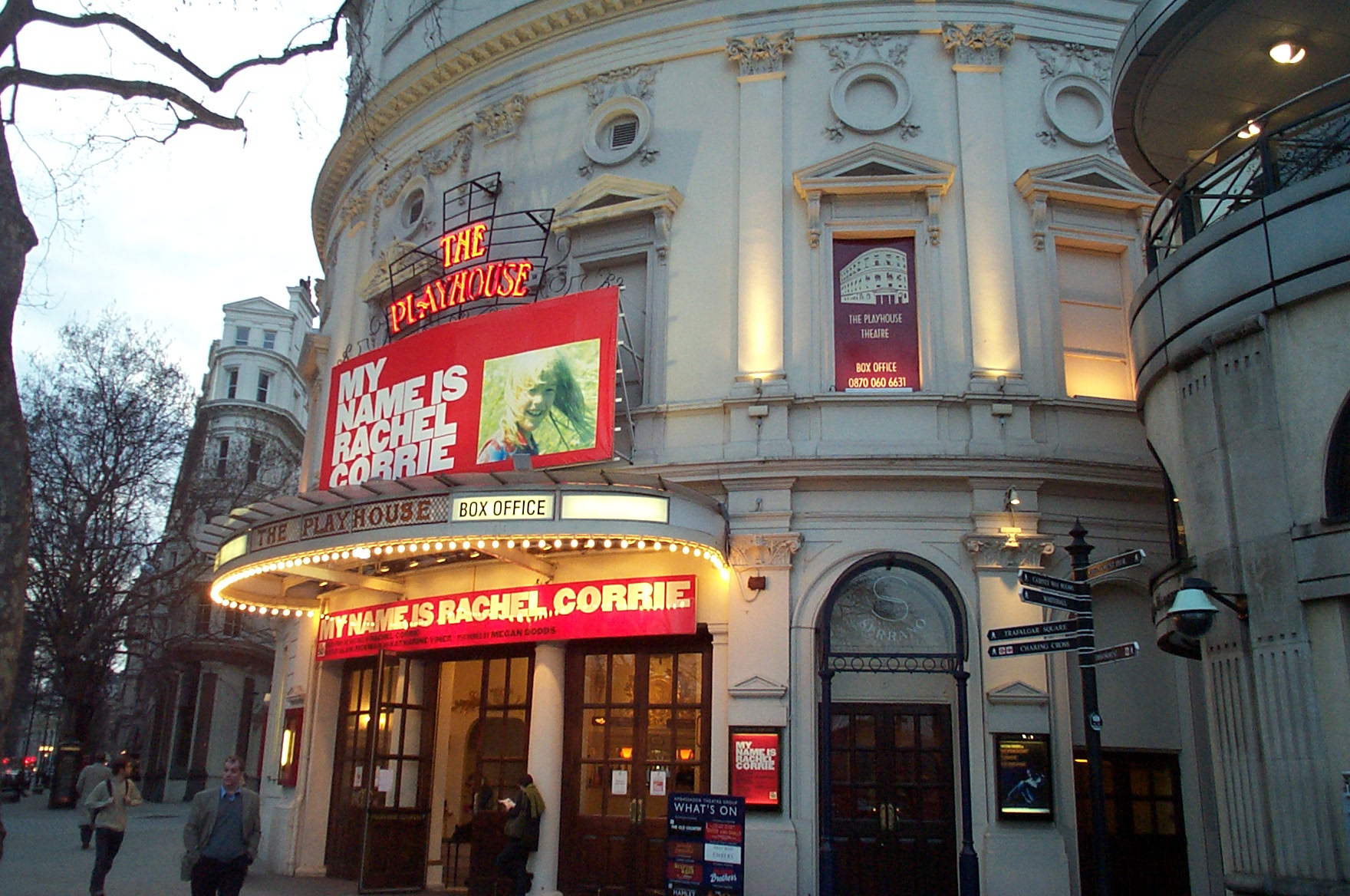
My Name Is Rachel Corrie al Playhouse Theatre de Londres, el 2006.

## La controvèrsia
Amnistia Internacional va condemnar la mort de Rachel Corrie, esdevinguda quan s'oposava a la demolició de diverses cases palestines, va exigir una investigació independent dels fets i va recordar que "l'exèrcit israelià ha destruït més de 3.000 llars palestines als territoris ocupats, així com extenses àrees de conreu, propietats públiques i privades, i infraestructures de subministrament d'aigua i electricitat en zones urbanes i rurals. Les excavadores emprades en les demolicions han mort civils palestins, però fins ara no s'ha fet cap investigació acurada d'aquests fets.".
L'exèrcit israelià va afirmar que la mort de Corrie s'hauria produït mentre la IDF realitzava una operació militar, consistent en l'eliminació de brolla a Rafah, a prop de la frontera entre Israel i Egipte, per descobrir i destruir túnels que utilitzen els terroristes palestins per al contraban il·legal d'armes procedents d'Egipte cap a Gaza. Unes altres fonts afirmen que Corrie hi va anar per interferir en una operació militar destinada a enderrocar una casa buida que servia per ocultar un dels túnels emprats pels militants palestins.
Els detalls de la mort de Rachel Corrie són discutits. La investigació militar israeliana ho va considerar un accident, mentre que alguns testimonis, militants de l'ISM presents al lloc dels fets, afirmen que fou un acte deliberat. També hi ha testimonis que diuen que el conductor hauria perdut de vista la noia, i altres que no l'hauria vist en cap moment. El cert és que, tal com es pot veure a les fotografies, Rachel Corrie portava una jaqueta vermella i no parava de cridar cap al vehicle amb un megàfon. És a dir, que la seva presència al lloc dels fets degué ser força notòria.

## Llegat i reconeixements
- Els diaris de Rachel Corrie descriuen les seves experiències a la Franja de Gaza, la vida quotidiana dels palestins i els esforços d'homes, dones i nens per sobreviure enmig de les condicions que els imposa la guerra. Amb aquests diaris es va fer una obra teatral, My name is Rachel Corrie, que en la versió catalana, El meu nom és Rachel Corrie, és dirigida per Mikel Gómez i interpretada per Marta Marco, amb un text que subscriuen Gerald Fannon i l'actriu protagonista.
- La ciutat palestina de Ramal·lah ha dedicat un carrer a Rachel Corrie en el setè aniversari de la seva mort.
- L'International Solidarity Movement ha posat el seu nom a un vaixell que utilitza per intentar trencar el bloqueig de la Franja de Gaza.